# Geranium purpureum
Espèce
Synonymes
- Geranium eginense Hausskn. & Sint. ex R.Knuth[1]
- Geranium mediterraneum Jord.[1]
- Geranium robertianum (Vill.) Nyman[2]
- Geranium semiglabrum Jord. ex Boreau[1]
- Geranium villarsianum Jord.[1]
- Pelargonium purpureum auct.[2]

Le Géranium pourpré (Geranium purpureum) est une espèce de plante herbacée méditerranéenne de la famille des Géraniacées. 

## Liste des variétés
Selon Tropicos (24 avril 2019) :
- variété Geranium purpureum var. littorale Rouy

## Confusion possible
Avec Geranium robertianum. Geranium purpureum est considéré par certains auteurs comme étant une sous-espèce de G. robertianum: Geranium robertianum ssp. purpureum (Vill.) Nyman.